# Służba nie drużba
Służba nie drużba (ang. In the Army Now) – amerykański film wojenny z gatunku komedia z 1994 roku w reżyserii Daniela Petrie Jr., wyprodukowany przez wytwórnię Buena Vista Pictures.
Premiera filmu odbyła się 12 sierpnia 1994 w Stanach Zjednoczonych.

## Fabuła
Dwaj nieudacznicy, Bones Conway (Pauly Shore) i Jack Kaufman (Andy Dick) wstępują do armii. Mężczyźni wyjeżdżają do Czadu jako członkowie oddziału specjalnego. Mają za zadanie znaleźć i zniszczyć bazę pocisków Scud. Niebawem okazuje się, że gorliwość kumpli może być dla amerykańskiej armii groźniejsza niż atak wroga.

## Obsada
- Pauly Shore jako Bones Conway
- Andy Dick jako Jack Kaufman
- Lori Petty jako Christine Jones
- David Alan Grier jako Fred Ostroff
- Esai Morales jako sierżant Stern
- Lynn Whitfield jako sierżant Ladd
- Art LaFleur jako sierżant Brandon T. Williams
- Fabiana Udenio jako Gabriella
- Glenn Morshower jako Richard Day
- Beau Billingslea jako Daniels
- Peter Spellos jak pan Quinn

## Produkcja
Zdjęcia do filmu kręcono w Santa Clarita, Los Angeles, hrabstwie Imperial (Kalifornia), Fort Sill (Oklahoma) i Yumie (Arizona).

## Odbiór
Film Służba nie drużba spotkał się z negatywną reakcją krytyków. W serwisie Rotten Tomatoes tylko 6% z trzydziestu dwóch recenzji filmu jest pozytywne (średnia ocen wyniosła 2,3 na 10).